# Опиц, Леон
Леон Опиц (нем. Leon Opitz; родился 11 апреля 2005 года, Бад-Ольдесло, Германия) — немецкий футболист, нападающий клуба «Вердер».

## Клубная карьера
Леон Опиц — воспитанник «Любека», «Гамбурга» и «Вердера». За резервную команду дебютировал 5 мая 2023 года в матче против «Ганновер 96 II». За «Вердер» дебютировал 18 августа в матче 1-м туре Бундеслиги против «Баварии».

## Карьера в сборной
Сыграл четыре матча за сборную Германии до 18 лет и три — за команду до 19 лет.